# Brisbane (Mondkrater)
Brisbane ist ein Einschlagkrater im Süden der Mondvorderseite, südwestlich des Mare Australe, südlich des Kraters Peirescius und westlich von Lyot.
Der Kraterrand ist mäßig erodiert, das Innere weitgehend eben mit einem 1,04 km hohen Zentralberg.
Brisbane hat fünf Nebenkrater:
| Buchstabe | Position           | Durchmesser | Link |
| --------- | ------------------ | ----------- | ---- |
| E         | 50,27° S, 71,41° O | 55 km       |      |
| H         | 50,34° S, 65,09° O | 44 km       |      |
| X         | 50,6° S, 67,95° O  | 20 km       |      |
| Y         | 51,49° S, 70,13° O | 17 km       |      |
| Z         | 52,85° S, 72,72° O | 65 km       |      |

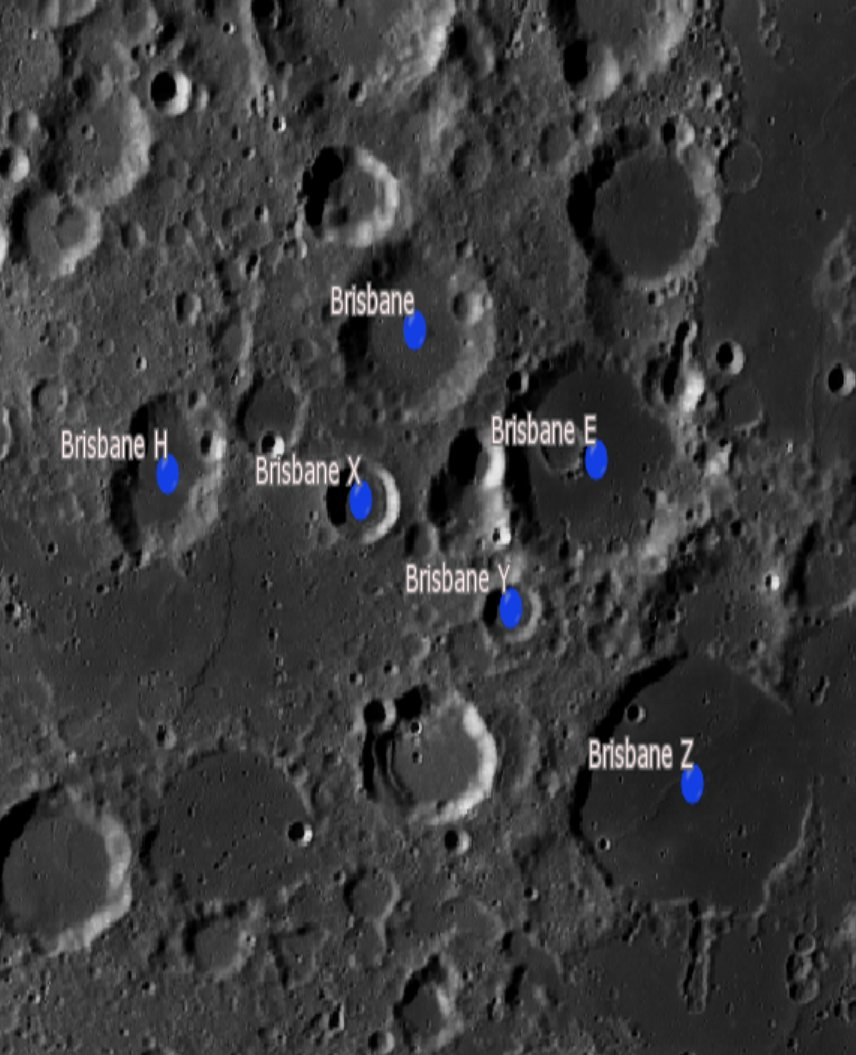
Brisbane und seine Nebenkrater

Der Krater wurde 1935 von der IAU nach dem britischen Astronomen Thomas Brisbane offiziell benannt.